# NGC 5427
NGC 5427 é uma galáxia espiral barrada (SBc) localizada na direcção da constelação de Virgo. Possui uma declinação de -06° 01' 51" e uma ascensão recta de 14 horas, 03 minutos e 26,0 segundos.
A galáxia NGC 5427 foi descoberta em 5 de Março de 1785 por William Herschel.